# Tyszki-Bregendy
Tyszki-Bregendy (prononciation : [ˈtɨʂki brɛˈɡɛndɨ]) est un village polonais de la gmina de Szydłowo dans le powiat de Mława de la voïvodie de Mazovie dans le centre-est de la Pologne.
Il se situe à environ 13 kilomètres au sud-est de Mława (siège du powiat) et à 98 kilomètres au nord de Varsovie (capitale de la Pologne).
Le village compte approximativement une population de 70 habitants en 2006.

## Histoire
De 1975 à 1998, le village appartenait administrativement à la voïvodie de Ciechanów.